# Operazione Piccolo Saturno
Operazione Piccolo Saturno (in russo Операция Малый Сатурн?, Operacija Malyj Saturn) era il nome in codice assegnato dai sovietici alla seconda grande offensiva della campagna invernale nel settore meridionale del fronte orientale nel quadro della lunga battaglia di Stalingrado, durante la seconda guerra mondiale. L'operazione, in realtà, era una variante ridotta dell'originale e molto più ambiziosa operazione Saturno; l'offensiva, iniziata il 16 dicembre 1942, dopo una serie di attacchi preliminari a partire dall'11 dicembre, coinvolse le truppe italiane, provocando in pochi giorni il crollo dell'8ª Armata italiana (ARMIR) con conseguente irruzione in profondità nelle retrovie tedesche dei corpi meccanizzati sovietici.
Il successo dell'operazione Piccolo Saturno decretò definitivamente il fallimento dei piani di salvataggio tedeschi della 6ª Armata intrappolata a Stalingrado e la conseguente disfatta del Terzo Reich nel settore meridionale del fronte orientale.

## La situazione strategica

### Operazione Saturno
Fin dal mese di novembre 1942, prima ancora dell'inizio dell'Operazione Urano, Stalin e il generale Aleksandr Vasilevskij, capo di Stato maggiore generale sovietico, avevano previsto una nuova offensiva per sfruttare l'auspicato successo della manovra di accerchiamento della 6ª Armata tedesca con un ambizioso attacco nel settore del Medio Don difeso principalmente dalle truppe "satelliti" italiane e rumene. Si prevedeva di riprendere lo schema strategico adottato con successo dall'Armata Rossa nel 1920 durante la Guerra civile, con il concorso diretto dello stesso Stalin, per sconfiggere le forze Bianche del generale Anton Denikin. Inizialmente sarebbero state distrutte le forze dell'Asse sul fronte e, in un secondo momento, le truppe sovietiche avrebbero puntato, con l'apporto di nuovi grossi rinforzi, direttamente su Rostov, tagliando fuori così non solo le forze tedesche (Gruppo d'armate Don al comando del feldmaresciallo Erich von Manstein) impegnate nel tentativo di salvare la 6ª Armata a Stalingrado, ma anche tutto lo schieramento tedesco spintosi in profondità nel Caucaso, il Gruppo d'armate A del generale von Kleist.
Questa cosiddetta operazione Saturno, stabilita nei primi colloqui telefonici tra Stalin e Vasilevskij nell'atmosfera euforica del 24 novembre, venne organicamente pianificata dallo Stavka il 2 dicembre; essa prevedeva l'impiego del Fronte Sud-Ovest (sempre al comando del generale Nikolaj Vatutin), opportunamente rinforzato con altri 4 corpi corazzati, e del Fronte di Voronež (generale Filipp Golikov). Dopo lo sfondamento delle difese italiane (8ª Armata o ARMIR) nella testa di ponte di Verčne Mamon e di quelle rumene nel settore di Bokovskaja sul fiume Čir, le truppe corazzate avrebbero manovrato a tenaglia in direzione di Millerovo per accerchiare tutte le forze dell'Asse. La seconda fase avrebbe visto l'impiego della potente 2ª Armata delle guardie del generale Rodion Malinovskij, proveniente dalle riserve e costituita dal 1º e 13º Corpo fucilieri delle guardie e dal 2º Corpo meccanizzato delle guardie, per la marcia diretta Millerovo-Kamensk-Rostov.
L'operazione Saturno (forse irrealistica, a causa delle carenze logistiche e di automezzi dell'Armata Rossa) sarebbe tuttavia stata modificata e sostanzialmente ridotta negli obiettivi e nelle forze impegnate a causa della situazione strategica complessiva venutasi a creare nella prima settimana di dicembre. Nei progetti originali di Stalin e del generale Vasilevskij, le truppe nemiche accerchiate nel kessel di Stalingrado avrebbero dovuto essere completamente distrutte in pochi giorni con un'offensiva generale concentrica da parte delle forze dei generali Rokossovskij ed Erëmenko, da iniziare già il 27 novembre. Il piano, basato su un calcolo sorprendentemente errato da parte del servizio informazioni sovietico del numero delle truppe nemiche effettivamente accerchiate (stimate in solo 80 000 uomini invece del numero reale di oltre 250 000), si dimostrò immediatamente irrealizzabile.

### Da Saturno a Piccolo Saturno
Le truppe tedesche nella Festung Stalingrad ("fortezza Stalingrado", secondo la definizione hitleriana) furono in grado di organizzare una solida difesa circolare a "istrice" in tutte le direzioni e respinsero con perdite il tentativo effettuato dal Fronte del Don e dal Fronte di Stalingrado dal 2 al 7 dicembre. Di conseguenza Stalin e l'Alto comando sovietico furono costretti a mantenere forze molto numerose nell'area della sacca per impedire possibili sortite delle truppe accerchiate (l'intero fronte del Don del generale Konstantin Rokossovskij e una parte del fronte di Stalingrado del generale Andrej Erëmenko) e a rivedere l'assegnazione della potente 2ª Armata delle guardie, di cui quindi si previde l'impiego a disposizione del generale Rokossovskij per sferrare un nuovo e decisivo attacco contro le truppe accerchiate nella sacca a partire dal 18 dicembre (operazione "Anello").
In secondo luogo, nello stesso periodo Hitler e il feldmaresciallo von Manstein stavano organizzando un nuovo raggruppamento strategico offensivo nella regione di Kotel'nikovo per sferrare un attacco in direzione della sacca della 6ª Armata e sbloccare le truppe tedesche accerchiate (Operazione Tempesta Invernale, Wintergewitter). Inoltre dal 30 novembre fallirono anche i tentativi della 5ª Armata corazzata del generale Romanenko di sfondare la linea del Čir e conquistare le importanti posizioni di Nižne Čirskaja e Tormošin difese dai resti delle forze rumene, dai kampfgruppen organizzati dal generale Walther Wenck e dalle forze tedesche del 48º Panzerkorps, raggruppati nel "Distaccamento Hollidt".
Questa situazione piuttosto complessa, gravi difficoltà logistiche e notevoli problemi nel trasporto ferroviario che fecero ritardare i previsti concentramenti di forze e mezzi per le due offensive sul medio Don e contro il kessel di Stalingrado, spinsero di conseguenza Stalin e lo Stavka a rivedere completamente la pianificazione operativa, a rinviare l'inizio dell'operazione Saturno (inizialmente stabilita per il 10 dicembre) e a mettere ancora una volta in discussione il settore d'impiego della 2ª Armata delle guardie del generale Malinovskij.
I giorni decisivi furono il 12 e il 13 dicembre; il 12 i tedeschi sferrarono la loro offensiva da Kotel'nikovo in direzione della sacca di Stalingrado, mettendo immediatamente in crisi le deboli e impreparate difese sovietiche della 51ª Armata del Fronte di Stalingrado del generale Erëmenko; il 13 dicembre Stalin prendeva la decisione definitiva di dirottare la 2ª Armata delle guardie dal fronte di Rokossovskij a quello di Erëmenko per aiutarlo a respingere la controffensiva tedesca (dopo un violento scontro verbale con Vasilevskij che aveva di sua iniziativa già ordinato il trasferimento di quell'armata di riserva senza consultarlo preventivamente e nonostante le vivaci proteste di Rokossovskij). Infine il dittatore indirizzava ai generali Golikov e Vatutin le nuove direttive per un'operazione "Saturno" ridotta con obiettivi più limitati e più raggiungibili nel breve termine. Nonostante le critiche del generale Vatutin, desideroso di proseguire con il progetto "Saturno" originario, il piano riveduto venne adottato e nasceva così la nuova operazione Piccolo Saturno.

## L'offensiva dell'Armata Rossa

### Piani e preparativi sovietici
Nella nuova versione ridimensionata, l'offensiva sovietica rimaneva invariata nella fase iniziale di attacco alle linee italiane sul Don e a quelle rumene sul Čir; dopo la distruzione delle forze nemiche, le potenti forze meccanizzate assegnate dallo Stavka avrebbero dovuto procedere rapidamente in due direzioni: a ovest verso il centro di comunicazioni di Millerovo e soprattutto a sud-est per occupare l'area degli aeroporti, da cui partivano gli aerei della Luftwaffe adibiti al rifornimento della sacca di Stalingrado e per minacciare le retrovie del raggruppamento tedesco impegnato a mantenere le linee sul Čir e a tentare di sbloccare le truppe tedesche accerchiate. Veniva quindi abbandonato per il momento ogni ulteriore progetto di offensiva diretta verso Rostov.

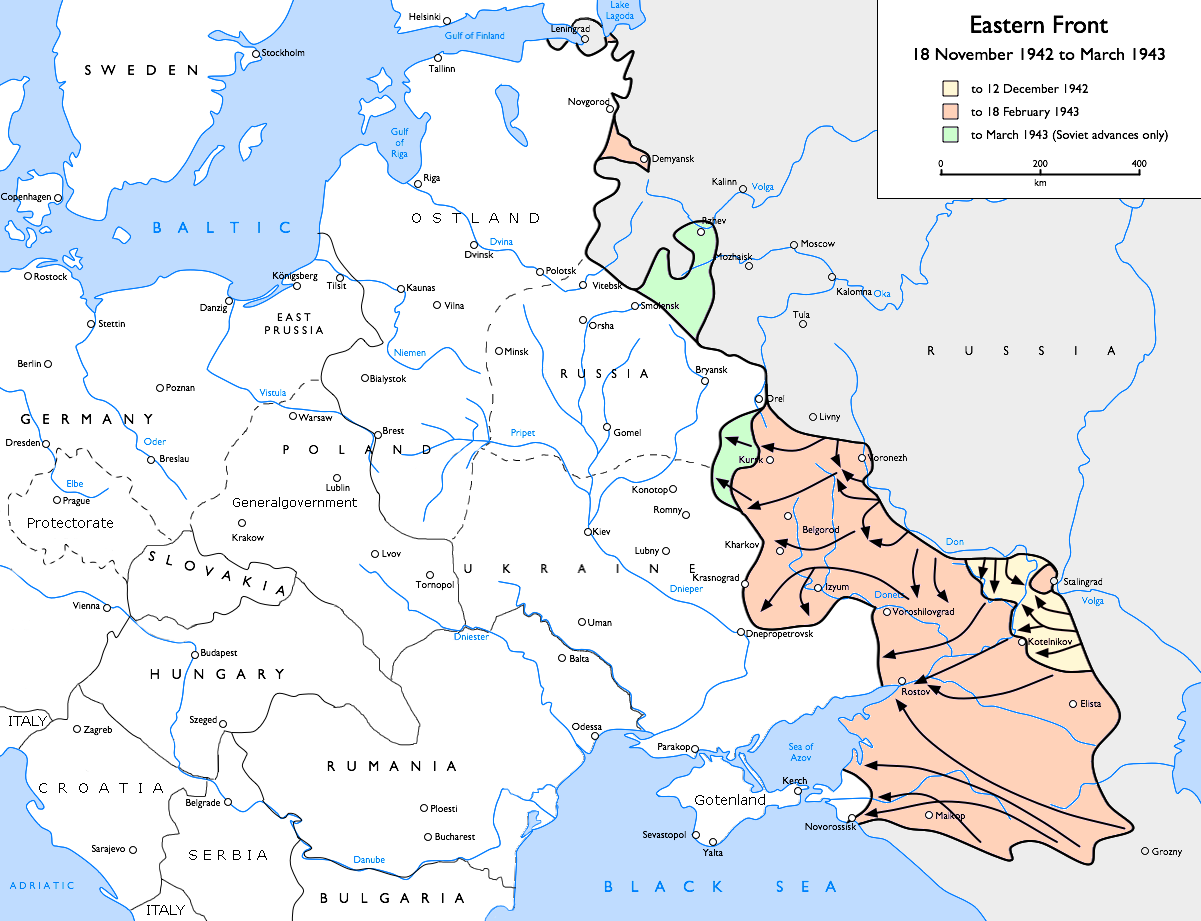
Il fronte orientale e le direttrici della offensiva invernale sovietica 1942-1943

Lo schieramento offensivo sovietico, coordinato dal rappresentante operativo dello Stavka generale Nikolaj Voronov, si componeva di una massa principale schierata contro il 2º Corpo d'armata dell'ARMIR nella testa di ponte di Verčne Mamon, costituita dalla 6ª Armata del Fronte di Voronež del generale Filipp Golikov e dalla 1ª Armata delle guardie del Fronte Sud-Ovest del generale Nikolaj Vatutin. La 6ª Armata, comandata dal generale F. M. Charitonov e costituita da cinque divisioni di fucilieri e dal 17º Corpo corazzato, avrebbe attaccato a sud-ovest di Verčne Mamon per proteggere il fianco destro del raggruppamento principale e puntare verso Kantemirovka e Vološino, mentre la 1ª Armata delle guardie, appena costituita al comando del generale Vasilij Ivanovič Kuznecov, avrebbe sferrato l'attacco principale dalla testa di ponte con sei divisioni di fucilieri e tre corpi corazzati (18º, 24º e 25º Corpo corazzato), con l'obiettivo di avanzare in profondità verso sud puntando su Dëgtevo, Millerovo e gli aeroporti di Tacinskaja e Morozovsk.
Un secondo raggruppamento sarebbe stato organizzato più a sud, ad est di Bokovskaja, con la nuova 3ª Armata delle guardie del generale D. D. Leljušenko che avrebbe attaccato con cinque divisioni di fucilieri ed il potente 1º Corpo meccanizzato (dotato di tre brigate meccanizzate e due brigate corazzate) le divisioni tedesco-rumene del "Distaccamento Hollidt", per poi avanzare verso ovest e cercare il collegamento nella regione di Millerovo con le altre colonne sovietiche provenienti da nord. Infine la 5ª Armata corazzata del generale P. Romanenko (con tre divisioni di fucilieri, il 1º Corpo corazzato, l'8º Corpo cavalleria e il 5º Corpo meccanizzato) avrebbe attaccato di nuovo le forze tedesco-rumene schierate lungo il basso corso del Čir e nella testa di ponte di Nižne Čirskaja, con l'obiettivo di raggiungere Tormošin e impegnare le riserve nemiche del 48º Panzerkorps del generale Otto von Knobelsdorff (11. Panzer-Division, resti della 22. Panzer-Division, 336ª Divisione fanteria; 7ª Luftwaffe Feld-Division).

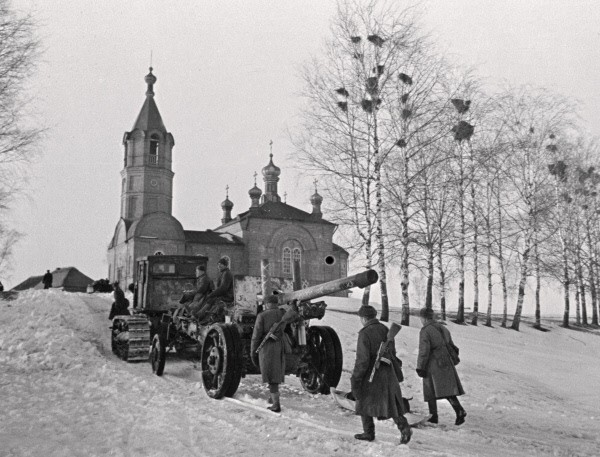
Un reparto di artiglieria sovietica in movimento nell'inverno 1942-43.

Lo Stavka assegnò numerosi reparti di rinforzo per raggiungere un successo decisivo sul medio Don, e quindi il Fronte Sud-Ovest del generale Vatutin dovette cedere la 21ª Armata ed il 4º e il 26º Corpo corazzato al Fronte del Don del generale Rokossovskij, incaricato di distruggere le truppe tedesche accerchiate nella sacca di Stalingrado, ma ricevette di rinforzo, oltre alle forze già disponibili, otto divisioni di fucilieri, quattro corpi corazzati, un corpo meccanizzato (il 5º Corpo meccanizzato schierato sul Čir con la 5ª Armata corazzata), sette reggimenti d'artiglieria e sei reggimenti autonomi fucilieri. Gravi difficoltà logistiche resero molto difficile, come nel caso dell'operazione Urano, il trasferimento e lo schieramento di queste potenti forze; le carenze delle linee ferroviarie condussero a ingorghi, errori e ritardi, costringendo a rinviare l'offensiva principale dal 10 al 16 dicembre.
Il 12 dicembre finalmente i raggruppamenti principali vennero completati con successo ed i genieri sovietici costruirono numerosi ponti mobili sul Don, idonei all'attraversamento di mezzi pesanti, il fiume essendo solo superficialmente gelato e quindi non ancora trasitabile. Durante la notte del 16 dicembre i carri armati si portarono in avanti e raggiunsero le loro posizioni di concentramento a 5–8 km dalla prima linea. Su un fronte di 250 km tra Novaja Kalitva (alla giunzione tra Corpo alpino e 2º Corpo d'armata) e Nižne Čirskaja (difesa dal 48º Panzerkorps del "Distaccamento Hollidt") l'Armata Rossa schierava per l'operazione Piccolo Saturno oltre 425 000 soldati, 1 170 carri armati, 5 000 cannoni e mortai, 590 aerei.
I corpi corazzati e meccanizzati avrebbe avuto un ruolo decisivo nell'operazione: adottando le nuove tattiche studiate dall'Armata Rossa nell'ottobre 1942 (Direttiva dello Stavka n. 325) e già impiegate con successo nell'operazione Urano, le forze mobili sovietiche sarebbero state impegnate in massa per sfondare in profondità, avanzare rapidamente verso le retrovie del nemico e raggiungere e conquistare di sorpresa i nodi strategici ed i centri di comunicazione principali dell'Asse, accerchiando in grandi sacche le poco mobili formazioni italo-tedesche. I risultati raggiunti sarebbero stati notevoli, provocando il collasso completo del fronte del Don e dello schieramento del Gruppo d'armate B, nonostante le difficoltà logistiche ed il rischio di impiegare isolatamente corpi corazzati separati spesso molto più avanti delle divisioni di fucilieri, carenti di automezzi.

### Le difese dell'Asse
Le forze dell'8ª Armata, guidate dal generale Italo Gariboldi, a difesa della linea del Don (già intaccata nell'area della testa di ponte sovietica di Verčne Mamon) si componevano di quattro corpi d'armata e dipendevano dal Gruppo d'armate B del generale Maximilian von Weichs. Il Corpo d'armata Alpino (generale Gabriele Nasci) era schierato con tre divisioni ("Tridentina", "Julia" e "Cuneense") sull'ala sinistra a contatto della 2ª Armata ungherese. Il 2º Corpo d'armata del generale Giovanni Zanghieri difendeva con le divisioni "Cosseria" e "Ravenna" il settore più pericoloso tra Novaja Kalitva e l'ansa del Don di Verčne Mamon. Seguivano sulla destra lungo il corso del Don, il 35º Corpo d'armata (generale Francesco Zingales) con la 298ª Divisione fanteria tedesca e la divisione "Pasubio", ed infine il 29º Corpo d'armata tedesco al comando del generale Hans Obstfelder che schierava tre divisioni italiane ("Torino", 3ª Celere e "Sforzesca") e manteneva il contatto a Večenskaja con il precario fronte del "Distaccamento Hollidt", costituito prevalentemente da resti di formazioni rumene già sconfitte in precedenza rafforzate da alcuni reparti tedeschi.
In origine lo schieramento dell'8ª Armata italiana era stato notevolmente rafforzato dal comando tedesco (secondo il metodo delle cosiddette "stecche di balena", nella terminologia di Hitler) che temeva in particolare un attacco sovietico nel settore del medio Don che avrebbe potuto minacciare le retrovie dei gruppi d'armate tedeschi impegnati a Stalingrado e nel Caucaso. Quindi, su sollecitazione dello stesso Hitler (timoroso fin da agosto di un possibile pericolo per Rostov e scarsamente fiducioso delle capacità di resistenza italiane) e anche sulla base delle indicazioni del servizio informazioni del generale Reinhard Gehlen, la 62ª Divisione fanteria tedesca era stata assegnata al 29º Corpo d'armata, la 294ª Divisione fanteria era stata schierata in riserva insieme alla 3ª Divisione Celere che, fortemente provata dai combattimenti dell'estate, era stata ritirata dalle linee e mantenuta nelle retrovie. Soprattutto la 22. Panzer-Division del generale Eberhard Rodt era stata dislocata in seconda linea a disposizione del Gruppo d'armate B per effettuare contrattacchi operativi in caso di sfondamenti nemici.
Già il 10 novembre lo schieramento dell'8ª Armata si indebolì in modo considerevole con la partenza della 22. Panzer-Division che venne trasferita d'urgenza dal comando tedesco nelle retrovie del settore della 3ª Armata rumena su cui si addensava la minaccia di una grande offensiva sovietica. A seguito della catastrofe sul Don del 19-23 novembre l'Alto comando tedesco dovette improvvisare un nuovo schieramento e quindi ritirò dal fronte della 8ª Armata italiana anche la 62ª e la 294ª Divisione fanteria che rafforzarono il "Distaccamento Hollidt" frettolosamente organizzato sul fiume Čir. In sostituzione delle formazioni ritirate il comando tedesco promise inizialmente l'invio della 6. Panzer-Division (proveniente dalla Francia e subito inviata invece sul fiume Aksaj) e quindi della 11. Panzer-Division e della 17. Panzer-Division, che vennero invece trasferite al Gruppo d'armate Don del feldmaresciallo Erich von Manstein che tentava di sbloccare le truppe tedesche accerchiate nella sacca di Stalingrado.
Di conseguenza gli unici reparti tedeschi disponibili rimasero quelli della 298ª divisione di fanteria con il 35º Corpo d'armata. Anche la 3ª Divisione Celere dovette essere portata in linea con il 29º Corpo d'armata e quindi rimasero di riserva a disposizione del generale Gariboldi solo la mediocre divisione "Vicenza", posizionata nelle retrovie del Corpo d'armata alpino, ed il Raggruppamento truppe a cavallo "Barbò", al comando del colonnello Guglielmo Barbò.
Il comando tedesco peraltro dalla fine di novembre iniziò a preoccuparsi di possibili offensive sovietiche contro il settore italiano e quindi, nonostante la scarsezza di mezzi e la crisi nel settore di Stalingrado, cercò di rinforzare il fronte della 8ª Armata soprattutto potenziando le difese anticarro. Dal 26 novembre furono messi in movimento verso il medio Don una serie di reparti panzerjäger (equipaggiati con cannoni anticarro o cacciacarri semoventi) ed alcune squadre di artiglieria contraerea (con i temibili cannoni da 88 mm efficaci anche contro i carri armati). Entro il 10 dicembre vennero inviate la debole 27. Panzer-Division, unità appena costituita e dotata di pochi carri armati (circa 70 mezzi corazzati) che venne schierata nel settore a sud di Boguchar per rafforzare il 2º Corpo d'armata, il 318º reggimento fanteria (che si inserì nelle linee della Divisione "Ravenna"), la 385ª Divisione fanteria. Era previsto inoltre l'arrivo del brigata Waffen-SS "Schuldt" e del battaglione di guardia del Führer. Questi rinforzi tardivi e nel complesso insufficienti di fronte alla massa offensiva dell'Armata Rossa, non avrebbero potuto tuttavia evitare la disfatta dell'Asse.
Le forze dell'ARMIR disponevano di un buon sistema difensivo organizzato in capisaldi (con guarnigioni costituite da un plotone di fanteria rinforzato da mortai e cannoni controcarro) per dominare le vie di comunicazione e controllare con il fuoco incrociato le vie di accesso nemiche; erano stati stesi anche numerosi campi minati. In realtà il sistema difensivo a capisaldi non era condiviso dal comando tedesco che invece premeva per costituire una linea di combattimento continua vicina alla riva del Don per impedire infiltrazioni, anche a costo di portare sul fronte tutte le forze e ridurre le riserve tattiche disponibili. Le disposizioni tattiche del comando tedesco del Gruppo d'armate B, trasmesse tramite il generale Kurt von Tippelskirch ufficiale di collegamento della Wehrmacht presso l'8ª Armata, prevedevano di condurre la battaglia difensiva sulla prima linea, schierando subito gran parte delle truppe ed evitando movimenti di ritirata o tattiche di difesa elastica. Il comando italiano fu costretto ad adottare il metodo tattico generale deciso dai tedeschi ma mantenne il sistema dei capisaldi che, secondo i tedeschi, rischiava di essere superato dal nemico mediante tattiche di infiltrazione.
Nel complesso l'8ª Armata contava circa 229 000 soldati dotati di 25 000 quadrupedi, 16 700 automezzi e 1 130 trattori; l'armamento di queste truppe consisteva di 1 800 mitragliatrici, 860 mortai, 387 cannoni controcarro da 47 mm, 54 pezzi controcarro da 75 mm/39 (pezzi forniti dai tedeschi e dotati di bocca da fuoco francese), 220 cannoni da 20 mm e 960 pezzi di artiglieria, tra cui i modelli più moderni disponibili nell'arsenale del Regio Esercito. Le carenze principali dell'Armata italiana consistevano nell'equipaggiamento invernale non adeguato, nel morale non altissimo, nella scarsa percezione da parte di comandi e truppe del pericolo che li sovrastava, nella limitata profondità del sistema difensivo e soprattutto nella mancanza di riserve meccanizzate moderne. L'ARMIR disponeva solo di 55 carri leggeri L6/40 e di 19 cannoni semoventi L40; gravi le carenze di mezzi di trasporto, ed anche le divisioni cosiddette "autotrasportabili" come la Pasubio non avevano una dotazione organica di automezzi, ma erano solo organizzate in modo tale da potersi muovere con bagagli facilmente trasportabili se venivano posti a disposizione i mezzi di trasporto.

### Ordini di battaglia

#### Armata Rossa
Ordine di battaglia dell'Armata Rossa nel settore del medio Don il 16 dicembre 1942 (operazione Piccolo Saturno)
- FRONTE DI VORONEŽ (generale Filipp Ivanovič Golikov)
- 6ª Armata (generale Fëdor M. Charitonov)
  - 127ª Divisione fucilieri
  - 169ª Divisione fucilieri
  - 115ª Brigata corazzata
- 15º Corpo fucilieri (generale Privalov)
  - 172ª Divisione fucilieri
  - 267ª Divisione fucilieri
  - 350ª Divisione fucilieri
- 17º Corpo corazzato (generale Pavel Pavlovič Polubojarov)
  - 66ª Brigata corazzata
  - 67ª Brigata corazzata
  - 175ª Brigata corazzata
  - 31ª Brigata motorizzata
- FRONTE SUD-OVEST (generale Nikolaj Fëdorovič Vatutin)
- 1ª Armata delle guardie (generale Vasilij Ivanovič Kuznecov)
  - 153ª Divisione fucilieri
- 4º Corpo fucilieri delle guardie (generale Gagen)
  - 41ª Divisione fucilieri delle guardie
  - 35ª Divisione fucilieri delle guardie
  - 195ª Divisione fucilieri
- 6º Corpo fucilieri delle guardie (generale Alferov)
  - 38ª Divisione fucilieri delle guardie
  - 44ª Divisione fucilieri delle guardie
  - 1ª Divisione fucilieri
- 18º Corpo corazzato (generale Boris S. Bacharov)
  - 110ª Brigata corazzata
  - 170ª Brigata corazzata
  - 181ª Brigata corazzata
  - 32ª Brigata motorizzata
- 24º Corpo corazzato (generale Vasilij Michailovič Badanov))
  - 4ª Brigata corazzata delle guardie
  - 54ª Brigata corazzata
  - 130ª Brigata corazzata
  - 24ª Brigata motorizzata
- 25º Corpo corazzato (generale Pëtr P. Pavlov)
  - 111ª Brigata corazzata
  - 162ª Brigata corazzata
  - 175ª Brigata corazzata
  - 16ª Brigata motorizzata
- 3ª Armata delle guardie (generale Dmitrij Danilovič Leljušenko)
  - 197ª Divisione fucilieri
  - 203ª Divisione fucilieri
  - 266ª Divisione fucilieri
  - 278ª Divisione fucilieri
- 14º Corpo fucilieri
  - 14ª Divisione fucilieri delle guardie
  - 50ª Divisione fucilieri delle guardie
  - 159ª Divisione fucilieri
- 1º Corpo meccanizzato delle guardie (generale Ivan Russijanov)
  - 1ª Brigata meccanizzata delle guardie
  - 2ª Brigata meccanizzata delle guardie
  - 3ª Brigata meccanizzata delle guardie
  - 16ª Brigata corazzata delle guardie
  - 17ª Brigata corazzata delle guardie
- 5ª Armata corazzata (generale Pavel L. Romanenko)
  - 47ª Divisione fucilieri delle guardie
  - 119ª Divisione fucilieri delle guardie
  - 346ª Divisione fucilieri delle guardie
- 1º Corpo corazzato (generale Vasilij V. Butkov)
  - 89ª Brigata carri
  - 117ª Brigata carri
  - 159ª Brigata carri
  - 44ª Brigata motorizzata
- 8º Corpo di cavalleria (generale Borisov)
  - 21ª Divisione di cavalleria
  - 55ª Divisione di cavalleria
  - 112ª Divisione di cavalleria
- 5º Corpo meccanizzato (generale M. V. Volkov)
  - 45ª Brigata meccanizzata
  - 49ª Brigata meccanizzata
  - 50ª Brigata meccanizzata

Riserve del FRONTE SUD-OVEST:
- - 212ª Divisione fucilieri
  - 226ª Divisione fucilieri
  - 277ª Divisione fucilieri
  - 293ª Divisione fucilieri
  - 333ª Divisione fucilieri

#### Asse
Ordine di battaglia dell'Asse nel settore del medio Don il 16 dicembre 1942 (operazione Piccolo Saturno)
Vengono indicate solo le formazioni che vennero coinvolte nell'offensiva propriamente detta, escludendo il Corpo d'armata alpino, che non venne attaccato, e il 48º Panzerkorps del Gruppo d'armate del Don che era impegnato già da prima dell'operazione Piccolo Saturno dagli attacchi della 5ª Armata corazzata e dalla 5ª Armata d'assalto.
- GRUPPO D'ARMATE B (generale Maximilian von Weichs)
- 8ª ARMATA ITALIANA (generale Italo Gariboldi)
- II Corpo d'armata (generale Giovanni Zanghieri)
  - 5ª Divisione fanteria "Cosseria" (generale Enrico Gazzale)
    - 89º reggimento
    - 90º reggimento
    - 108º reggimento artiglieria divisionale
    - 318° infanterie-regiment tedesco (colonnello Mielke)

  - Divisione fanteria "Ravenna" (generale Francesco Dupont)
    - 37º reggimento
    - 38º reggimento
    - 121º reggimento artiglieria divisionale

a disposizione del Corpo d'armata:
- -     - raggruppamento CCNN "23 marzo"
    - 2º raggruppamento artiglieria di corpo d'armata
    - 31º gruppo/9º raggruppamento artiglieria d'armata (cannoni 149/40)
    - 3º gruppo/201º reggimento artiglieria motorizzata (cannoni 75/32)
    - tre Panzerjägerkompanie tedesche
- XXXV Corpo d'armata (generale Francesco Zingales)
  - 298ª Infanterie-Division tedesca (generale Szelinski)
  - Divisione fanteria autotrasportabile "Pasubio" (generale Guido Boselli)
    - 79º reggimento
    - 80º reggimento
    - 8º Reggimento artiglieria divisionale

a disposizione del Corpo d'armata:
- -     - raggruppamento CCNN "3 gennaio"
    - 30º raggruppamento artiglieria di corpo d'armata
    - 34º gruppo/9º raggruppamento artiglieria d'armata (cannoni 149/40)
    - 50º gruppo/9º raggruppamento artiglieria d'armata (obici 149/28)
- XXIX Corpo d'armata tedesco (generale Hans von Obstfelder)
  - Divisione fanteria autotrasportabile "Torino" (generale Roberto Lerici)
    - "81º reggimento
    - "82º reggimento
    - 52º reggimento artiglieria divisionale

  - 3ª Divisione celere "Principe Amedeo Duca d'Aosta" (generale Ettore De Blasi)
    - 3º Reggimento bersaglieri
    - 6º Reggimento bersaglieri
    - 47º battaglione bersaglieri motociclisti
    - 120º reggimento artiglieria motorizzata
    - 67º battaglione corazzato (carri L6)
    - 13º gruppo cannoni semoventi (L40 47/32)
    - Legione Croata

  - Divisione fanteria "Sforzesca" (generale Carlo Pellegrini)
    - 53º reggimento
    - 54º reggimento
    - 17º reggimento artiglieria divisionale

a disposizione del Corpo d'armata:
- -     - 3º gruppo/9º raggruppamento artiglieria d'armata (obici 210/22)

Riserve a disposizione del Gruppo d'armate B:
- -     - 27. Panzer-Division (generale Hans Tröger)
    - 385ª Infanterie-Division (generale Karl Eibl)
    - Gruppo Waffen-SS "Schuldt"
- GRUPPO D'ARMATE DON (feldmaresciallo Erich von Manstein)
- ARMEE-ABTEILUNG "HOLLIDT" (generale Karl Hollidt)
  - I Corpo d'armata rumeno
    - 7ª Divisione fanteria rumena
    - 9ª Divisione fanteria rumena
    - 11ª Divisione fanteria rumena

  - XVII Armee-Korps (generale Dietrich von Choltiz)
    - 62ª Infanterie-Division
    - 294ª Infanterie-Division

  - II Corpo d'armata rumeno
    - 22. Panzer-Division (generale Eberhard Rodt)
    - 1ª Divisione corazzata rumena (generale Radu)
    - 14ª Divisione fanteria rumena
    - 7ª Divisione cavalleria rumena
- 3ª ARMATA rumena (generale Petre Dumitrescu)
  -     - kampfgruppe Spang
    - kampfgruppe Stahel
    - kampfgruppe Stumpfeld
    - resti del 4º e 5º corpo d'armata rumeni

Rinforzi dell'Asse durante l'operazione Piccolo Saturno:
- -     - 387ª Infanterie-Division (generale Arno Jahr) (dalla 2ª Armata tedesca)
    - Divisione alpina "Julia" (generale Umberto Ricagno) (dal corpo d'armata alpino)
    - 3ª Gebirgs-Division (generale Hans Kreysing) (riserva dell'OKH)
    - 304ª Infanterie-Division (riserva del Gruppo d'armate B)
    - 19. Panzer-Division (generale Gustav Schmidt) (dalla 9ª Armata)
    - Gruppo Waffen-SS Fegelein (riserva dell'OKH)
    - Führer Begleit Battalion (riserva del Gruppo d'armate B)
    - 11. Panzer-Division (generale Hermann Balck) (dal Gruppo d'armate Don/48º Panzerkorps))
    - 6. Panzer-Division (generale Erhard Raus) (dal Gruppo d'armate Don/ 57º Panzerkorps)
    - 7. Panzer-Division (generale Hans Ritter von Funck) (dall'Oberkommando West)

### Inizio dell'offensiva
Fin dall'11 dicembre i generali Vatutin e Golikov avevano iniziato una serie di azioni preliminari condotte da reparti di avanguardia per riconoscere le posizioni difensive nemiche ed ottenere alcuni vantaggi tattici importanti per la successiva offensiva generale. Quindi per alcuni giorni reparti della 195ª Divisione fucilieri della 1ª Armata delle guardie del Fronte Sud-Ovest e la 127ª Divisione fucilieri della 6ª Armata del Fronte di Voronež attaccarono le prime linee delle divisioni "Cosseria" e "Ravenna" tra Novaja Kalitva e l'ansa di Večne Mamon dando inizio a scontri molto violenti.

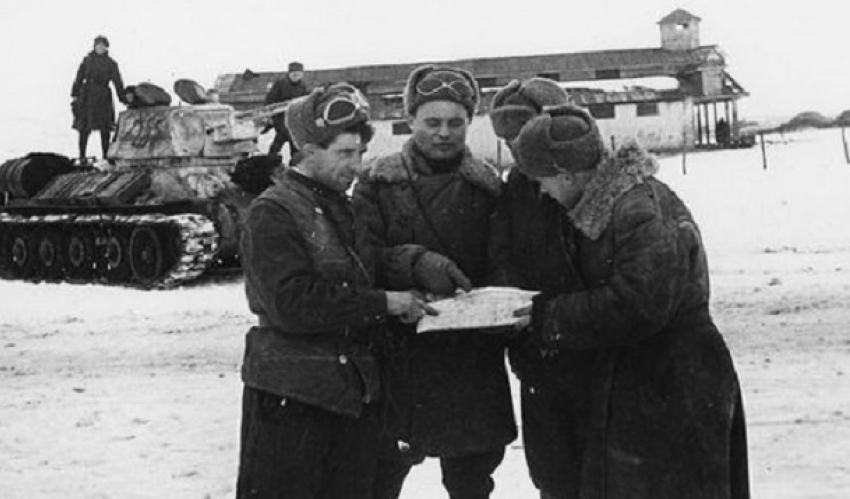
Carristi sovietici controllano sulle mappe la loro avanzata.

I sovietici conquistarono alcune quote sulla riva meridionale del Don ed il villaggio di Samodurovka ma vennero contrattaccati il 12 ed il 13 dicembre dai reparti di riserva tattica italiani che si batterono validamente riconquistando una parte delle posizioni perdute. Solo l'intervento al completo della 127ª Divisione fucilieri permise ai sovietici di fermare i contrattacchi italiani. Tuttavia questa fase iniziale dall'11 al 15 dicembre, apparentemente chiusa con successo dall'8ª Armata, indebolì le linee difensive ed esaurì prematuramente le riserve tattiche facilitando lo sfondamento decisivo.
La vera offensiva sovietica ebbe inizio solo il 16 dicembre nel settore del 2º Corpo d'Armata del generale Zanghieri (divisioni "Cosseria" e "Ravenna", 318º reggimento tedesco) in condizioni climatiche sfavorevoli, che intralciarono il fuoco d'artiglieria e l'intervento dell'aviazione, e senza godere dell'effetto di sorpresa, dato che fin dall'11 dicembre erano in corso gli scontri sulle prime linee che avevano allertato lo schieramento italiano e spinto il comando tedesco a mettere in movimento le sue limitate riserve. In particolare il Gruppo d'armate B stava portando avanti la 385ª Divisione fanteria tedesca per impiegarla al posto della divisione "Cosseria" molto provata dai combattimenti: l'offensiva in massa nemica non diede il tempo di effettuare questi rischieramenti e quindi "Cosseria" e "Ravenna" rimasero sulle loro posizioni.
L'attacco iniziale delle forze di fanteria sovietiche dei generali Vatutin e Golikov ottenne risultati limitati: privi di appoggio adeguato di artiglieria e aviazione a causa delle avverse condizioni climatiche, i russi subirono pesanti perdite di fronte alla tenace resistenza italiana. La 6ª Armata del generale Charitonov sferrò l'attacco con le tre divisioni del 15º Corpo fucilieri (generale Privalov) e con la 127ª Divisione fucilieri nel settore della "Cosseria" (generale Gazzale), mentre la "Ravenna" (generale Dupont) e la "Pasubio" (generale Boselli) vennero attaccate dalla 1ª Armata delle guardie del generale Kuznecov con le cinque divisioni di fucilieri del 4º Corpo fucilieri (generale Gagen) e del 6º Corpo fucilieri (generale Alferov). Entro mezzogiorno venne superata la resistenza degli avamposti italiani ma sulla posizione di resistenza principale la battaglia fu accanita e le divisioni di fucilieri non riuscirono ad effettuare lo sfondamento nei tempi previsti e rimasero bloccati dalle difese nemiche, non riuscendo a sboccare dalla testa di ponte sul Don.

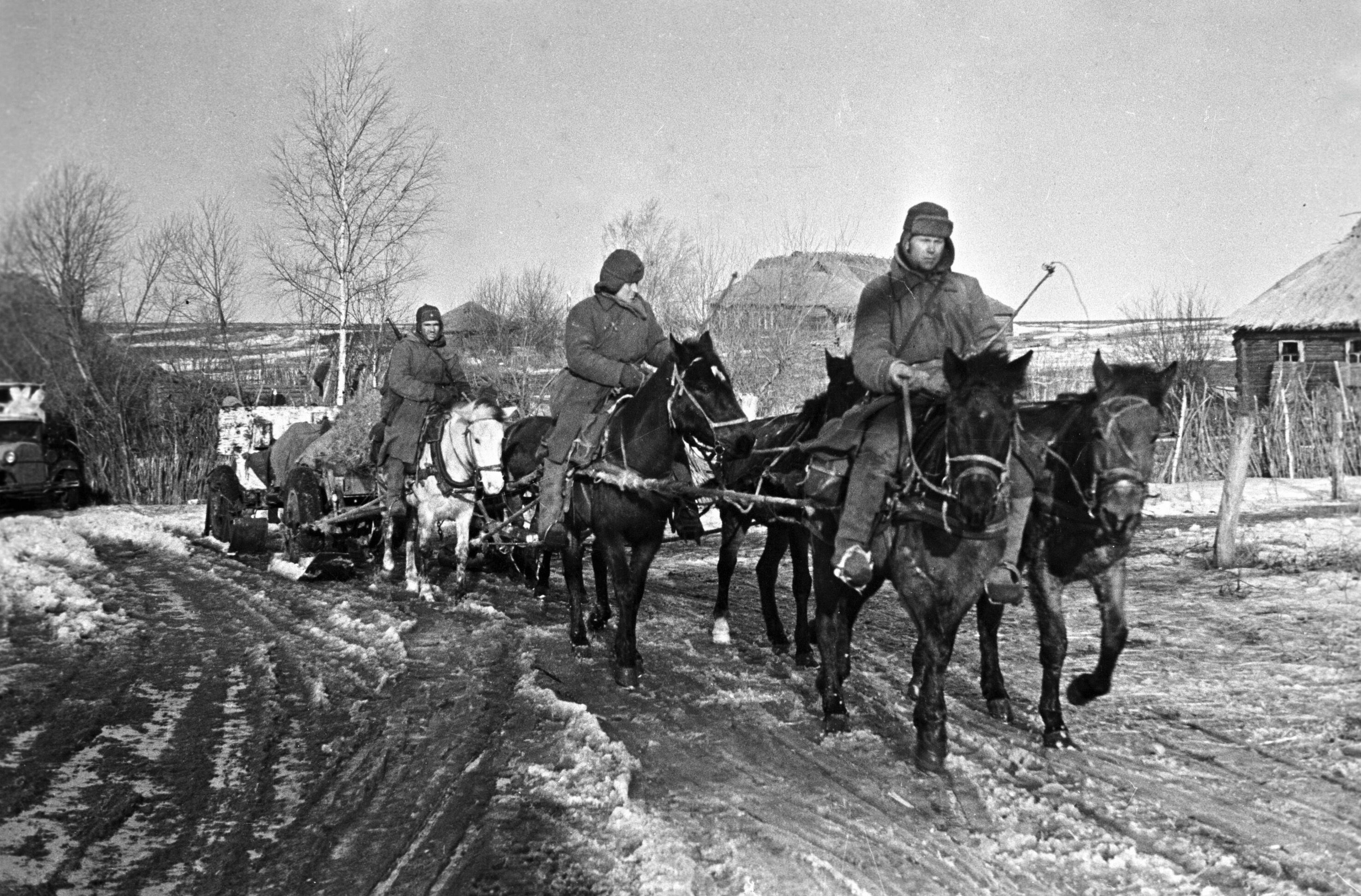
Reparto di cavalleria sovietico in movimento.

Una penetrazione di reparti sovietici della 195ª e della 1ª Divisione fucilieri appartenenti alla 1ª Armata delle guardie, supportati da alcune decine di carri armati delle brigate di testa del 18º e del 25º Corpo corazzato, in direzione di Gadjuč e Filonovo, nel settore della divisione "Ravenna", incappò nei campi minati e venne contrattaccata e respinta con dure perdite dai mezzi corazzati tedeschi del Panzerkampfgruppe Maempel, un distaccamento meccanizzato di semoventi anticarro e cacciacarri della 27. Panzer-Division al comando del maggiore Rolf Maempel, proveniente da Pereščepenoe.
La notte del 17 dicembre il generale Vatutin, cosciente della ristrettezza dei tempi e del possibili arrivo di riserve nemiche, prese la sofferta decisione di impegnare subito le sue ingenti riserve corazzate. I carri armati si trovarono in difficoltà a causa dei campi minati ed i genieri sovietici, aiutati dagli stessi equipaggi dei carri, dovettero aprire, sotto il fuoco, dei corridoi per permettere l'avanzata. Nuovi ponti furono gettati sul Don (oltre quindici nuovi attraversamenti nel settore del 2º Corpo d'armata italiano) e i fucilieri del 4º e 6º Corpo ripresero gli attacchi, seguiti dal 17º Corpo corazzato del generale Pavel P. Polubojarov e dal 25º Corpo del generale Petr P. Pavlov. I due comandanti dei carri guidarono in prima linea le loro unità corazzate che affrontarono gli sbarramenti dell'artiglieria italo-tedesca. Quasi il 20% dei mezzi corazzati fu messo fuori combattimento ma alla fine i corpi corazzati sovietici distrussero i cannoni anticarro e sbaragliarono i capisaldi italiani provocando il crollo definitivo della "Cosseria" e della "Ravenna", i cui pochi superstiti iniziarono a ritirarsi in rotta.
Entro la serata del 17 dicembre lo sfondamento sovietico era ormai esteso per 60 km, il fronte del 2º Corpo del generale Zanghieri era frantumato in due tronconi, mentre il Panzerkampfgruppe Maempel combatteva isolato a Filonovo, e le colonne corazzate sovietiche, rafforzate dall'intervento anche del 18º Corpo corazzato del generale Boris S. Bacharov e del 24º Corpo corazzato del generale Vasilij M. Badanov, erano 40 km all'interno del territorio nemico.

### Sfondamento delle linee italiane

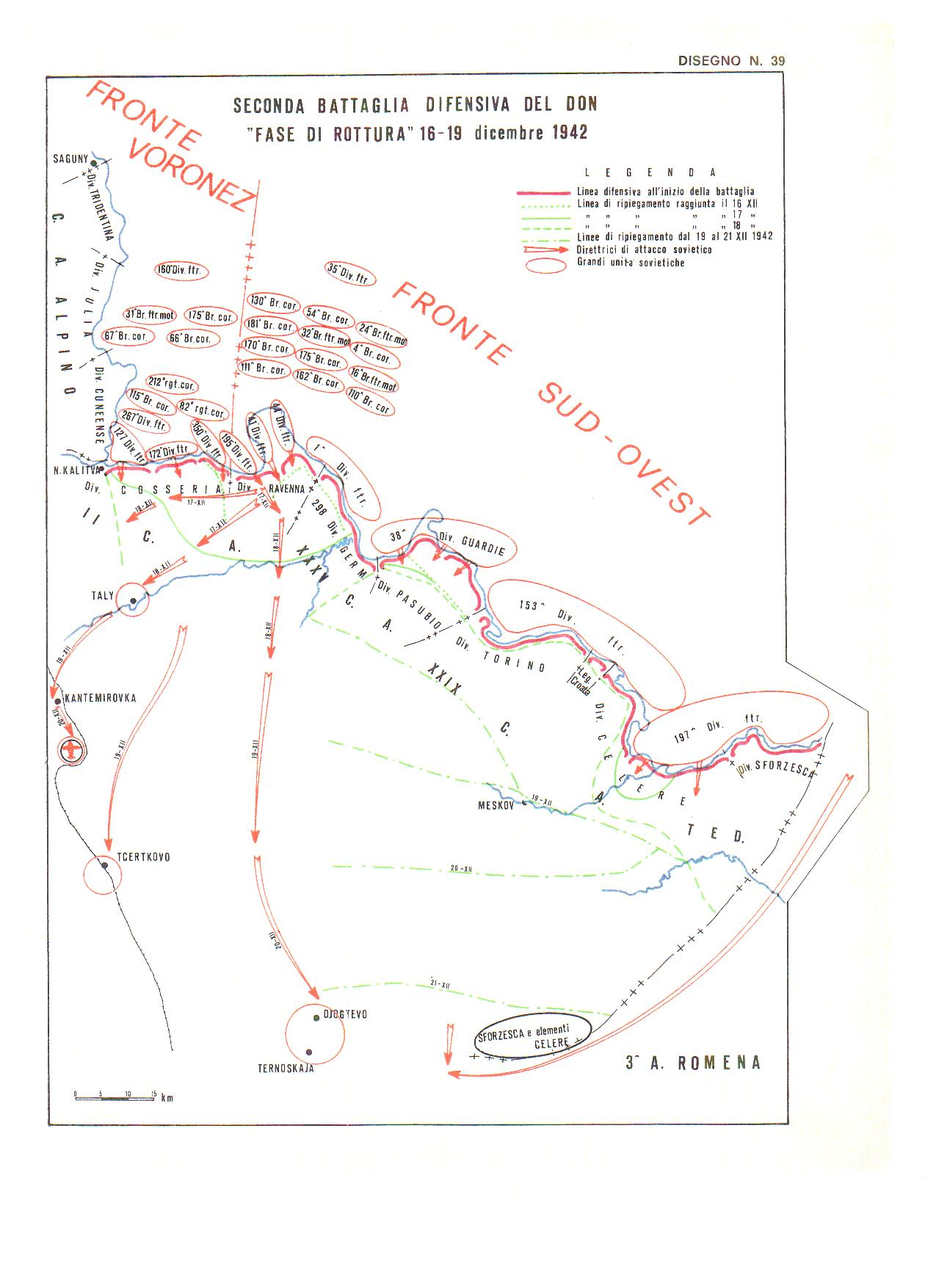
Piano d'attacco sovietico contro le posizioni italo-tedesche sul fronte meridionale del Don

Gli scarsi rinforzi inviati per sostenere il 2º Corpo d'armata, elementi della divisione alpina Julia, il Battaglione Alpini Sciatori "Monte Cervino", una parte della 27. Panzer-Division, 385ª e 387ª divisione fanteria tedesca, poterono solo costituire un precario schieramento a sud di Novaja Kalitva ma non riuscirono a contrastare le colonne corazzate sovietiche in fase di rapidissima avanzata in profondità, secondo gli ordini ricevuti dal generale Vatutin. All'alba del 18 dicembre il comando del Gruppo d'armate B diede finalmente ordine al generale Gariboldi di ritirare i resti del 2º Corpo d'armata. Era ormai troppo tardi: i reparti italiani stavano già arretrando in disordine, il caposaldo di Filonovo era stato abbandonato ed all'alba del 19 dicembre cadde anche Novaja Kalitva.
Il 18 dicembre il 17º Corpo corazzato sovietico del generale Pavel Polubojarov, dopo aver conquistato nella notte dopo duri scontri Dubovirovka, proseguì l'avanzata in velocità, nonostante le difficoltà del terreno e del clima, diviso in due colonne che si diressero contemporaneamente a Taly (sede del quartier generale del 2º Corpo d'armata) e su Pisarevka (quartier generale della divisione "Ravenna"). Taly, difesa da due battaglioni di fanteria italiani, venne attaccata e conquistata con un attacco da due direzioni della 67ª Brigata corazzata e della 31ª Brigata motorizzata, mentre Pisarevka venne raggiunta dalla 174ª e 66ª Brigata corazzata. Proseguendo lungo la valle del fiume Boguchar, il generale Polubojarov puntò quindi direttamente verso Kantemirovka, centro logistico vitale dell'8ª Armata.
Nelle retrovie italiane c'era la massima confusione, le notizie erano scarse e reparti in rotta affluivano in disordine; il presidio di Kantemirovka, ignaro della situazione, era del tutto impreparato all'attacco che venne sferrato dal 17º Corpo corazzato al primo mattino del 19 dicembre. Attaccando da due direzioni, la 174ª Brigata corazzata da sud-est e la 66ª Brigata corazzata da est, i carristi sovietici si congiunsero alle ore 10.00 alla stazione centrale, e, nonostante la resistenza italiana, occuparono completamente la città alla fine della giornata, catturando notevoli quantità di armi e materiali abbandonati dalle forze italo-tedesche.

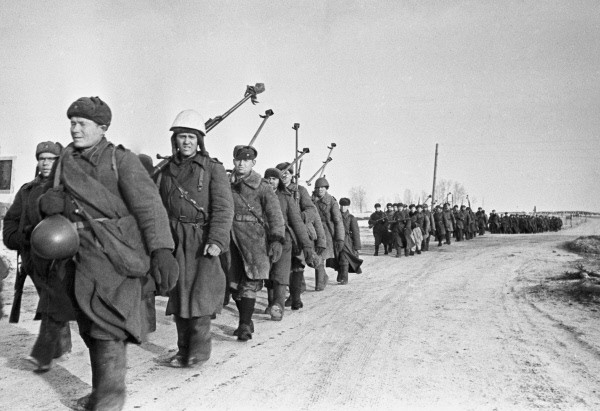
Soldati dell'Armata Rossa in marcia durante l'offensiva.

La riuscita avanzata del 17º Corpo corazzato (appartenente alla 6ª Armata del generale Charitonov), oltre a sbaragliare le difese dell'Asse, copriva anche il fianco occidentale delle forze del generale Vatutin (1ª Armata delle guardie del generale Kuznecov), le cui unità meccanizzate stavano progredendo velocemente verso sud (24º e 25º Corpo corazzato) e verso sud-est (18º Corpo corazzato) per chiudere in una sacca le divisioni italiane del 35º e del 29º corpo che avevano appena iniziato a ripiegare, sotto il comando unificato del generale tedesco Obstfelder, dopo aver abbandonato la linea del Don. Il 2º corpo d'armata era stato ormai distrutto dall'attacco nemico e la sera del 19 dicembre il comando del Gruppo d'armate B trasferì la responsabilità della difesa nell'area completamente scoperta da Novaja Kalitva verso sud al 24º Panzerkorps del generale Martin Wandel con gli elementi superstiti della 385ª e 387ª Divisione fanteria e della 27. Panzer-Division e i reparti della divisione alpina "Julia".
Fin dal 18 dicembre anche la 3ª Armata delle guardie del generale Dmitrij Leljušenko, passata all'attacco sul Čir dal 16 dicembre, aveva sfondato, dopo combattimenti difficili e accaniti, le linee tedesco-rumene nel settore di Bokovskaja, progredendo verso ovest con le forze mobili del 1º Corpo meccanizzato delle guardie in direzione delle altre forze sovietiche provenienti da nord. Le divisioni rumene 7ª e 11ª, appartenenti al "Distaccamento d'armata Hollidt", vennero sconfitte e i carri armati del 1º Corpo meccanizzato delle guardie del generale Ivan Russijanov, appoggiati dalla 197ª e 278ª Divisione fucilieri, raggiunsero Ponomarevka e Kalinovskij minacciando le retrovie del 29º Corpo d'armata del generale Obstfelder.
Le tre divisioni italiane di questo corpo d'armata ("3ª Celere", "Sforzesca" e "Torino") ricevettero solo la sera del 19 dicembre l'ordine di abbandonare la linea Meškovskja-Čir e ritirarsi verso Kašarij quando già erano minacciate alle spalle anche dall'avanzata del 18º Corpo corazzato della 1ª Armata delle guardie, proveniente da Verčne Mamon. La ritirata si svolse nel disordine e la confusione venne ulteriormente accresciuta da una nuova direttiva del Gruppo d'armate B che ordinò alla "Sforzesca" di ritornare alla linea del Čir dove la divisione, completamente isolata e disorganizzata, venne attaccata e sbaragliata.

## La ritirata dell'ARMIR

### Il Blocco Nord
A partire dal 20 dicembre la battaglia assunse tre caratteristiche principali, in parte interconnesse. La ritirata delle divisioni italiane, frammischiate con reparti rumeni e tedeschi, per cercare di sfuggire verso ovest e i conseguenti tentativi delle divisioni di fucilieri sovietiche di accerchiare e distruggere le varie colonne del nemico in rotta. La contemporanea, rapidissima progressione in profondità dei corpi corazzati sovietici del Fronte Sud-Ovest del generale Vatutin in direzione sud (quindi perpendicolare alla estenuante marcia a piedi degli italiani verso ovest) per attaccare le retrovie del raggruppamento tedesco del feldmaresciallo von Manstein impegnato nel tentativo di salvare la 6ª Armata bloccata a Stalingrado. I tentativi tedeschi di ricostituire un fronte solido a ovest, basato sui capisaldi di Čertkovo e Millerovo, con l'aiuto di rinforzi frettolosamente richiamati da altre zone del fronte orientale: la 19. Panzer-Division, che si schierò a protezione di Starobel'sk, sede del quartier generale della 8ª Armata, la 3. Gebirgs-Division, il Gruppo SS Fegelein, e con i resti della 27. Panzer-Division e della 385ª e 387ª divisione fanteria, raggruppati nel cosiddetto "Distaccamento Fretter-Pico" al comando del generale Maximilian Fretter-Pico.

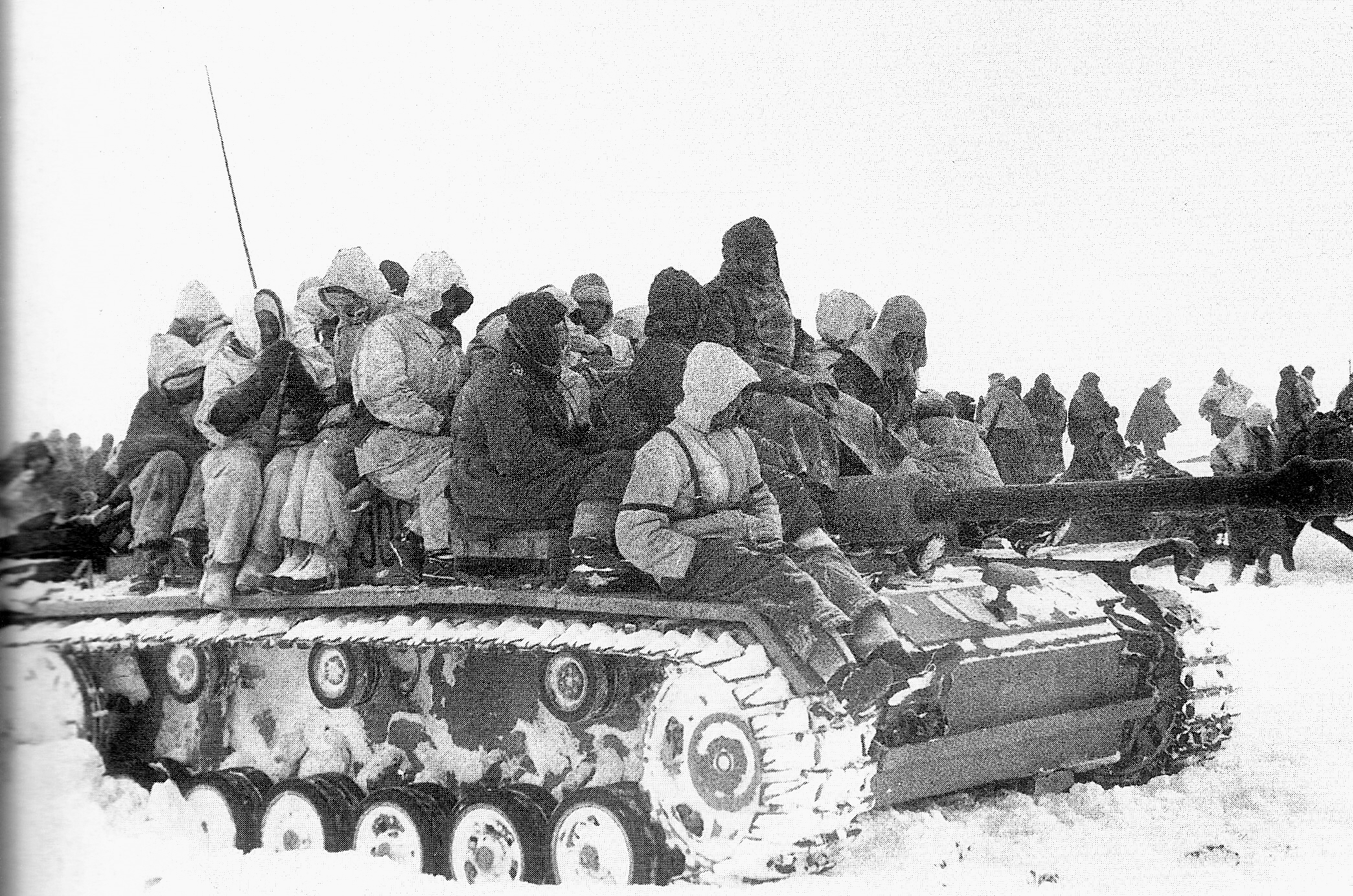
Soldati tedeschi a bordo di un cannone d'assalto StuG III durante la ritirata.

Le divisioni italiane cominciarono la ritirata verso ovest raggruppate in due masse principali. Il cosiddetto "Blocco Nord" era costituito dai resti della "Ravenna", dalle divisioni "Pasubio" e "Torino", dalla 298ª Divisione fanteria tedesca e dal Panzerkampfgruppe Huffmann (al comando del maggiore Heinz Huffmann) che equipaggiato con un piccolo numero di panzer e cannoni d'assalto marciò in testa alla colonna come massa d'urto e combatté con valore e abilità. Il "Blocco Sud" raggruppava invece una parte della divisione "3ª Celere", i superstiti della "Sforzesca", reparti della "Pasubio" ed elementi tedeschi (brigata Waffen-SS "Schuldt") e rumeni sbandati. La ritirata si svolse nel disordine, intralciata dal clima invernale, dalle difficoltà del terreno e dai continui attacchi di disturbo dei soldati sovietici da tutte le direzioni. La mancanza di adeguati mezzi motorizzati e di una sufficiente organizzazione logistica e di comando, forse impossibile in quelle circostanze, trasformò la ritirata in una sfibrante marcia a piedi, nella neve e con temperature di −30 °C, di masse sempre più disorganizzate ma ancora in parte combattive, di soldati e animali in fuga verso la salvezza.

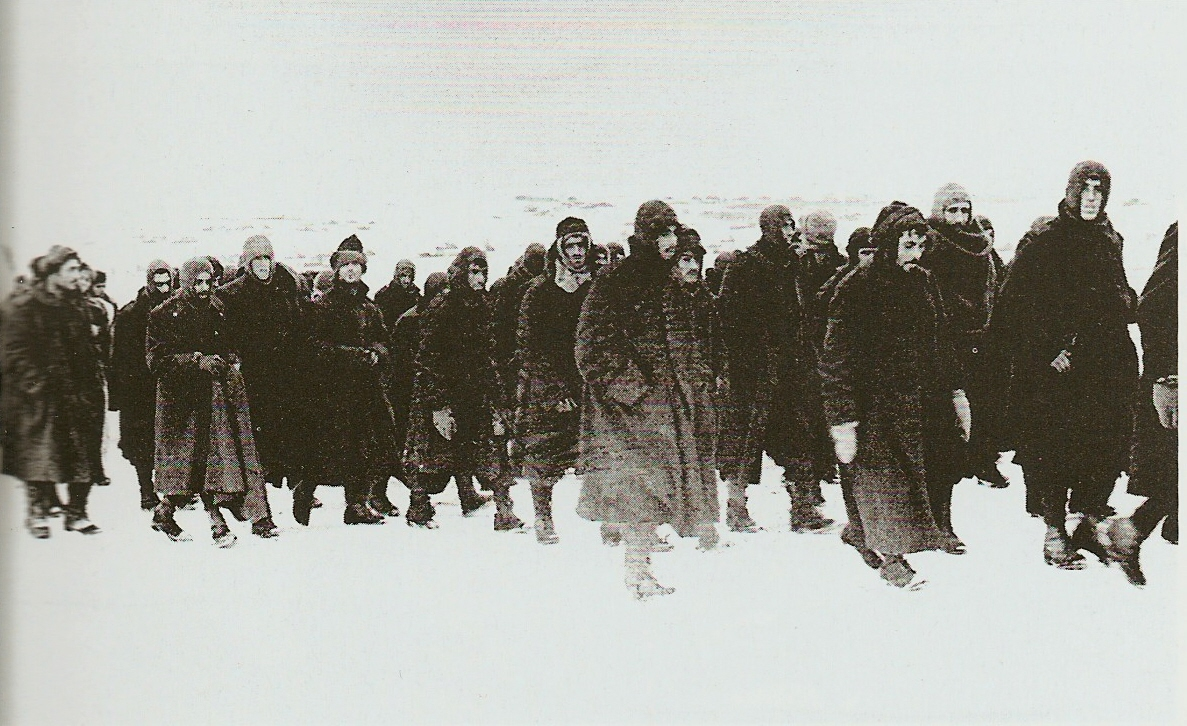
Prigionieri italiani dell'ARMIR.

Il "Blocco nord", circa 25 000 italiani e 1 500 tedeschi al comando dei generali Lerici (comandante della divisione "Torino"), Rossi e Capizzi (divisione "Ravenna"), ripiegò, dopo una serie di ordini del Gruppo d'armate B, in direzione di Čertkovo, ma il 21 dicembre si trovò la strada sbarrata nella zona di Arbuzovka e Alekseevo-Lozovskoe dalla 35ª Divisione fucilieri delle guardie, divisione veterana di Stalingrado che era avanzata verso sud al comando del colonnello Kalugin, inquadrata nel 4º Corpo fucilieri. La successiva tragica battaglia della "Valle della Morte" di Arbuzovka ebbe termine solo il 25 dicembre dopo scontri molto violenti tra le truppe dell'Asse che tentavano di aprirsi un varco e i soldati sovietici della 35ª divisione, rafforzata dalla 41ª Divisione fucilieri delle guardie. Bersagliati dal fuoco dell'artiglieria sovietica, i reparti italo-tedeschi circondati vennero quasi completamente distrutti, solo piccoli gruppi poterono sfuggire in direzione di Čertkovo il 26 dicembre. Le perdite italo-tedesche ad Arbuzovka ammontarono a circa 20 000 uomini morti o prigionieri.
A Čertkovo ed a Melovoe si raggrupparono i resti delle divisioni italiane, della 298ª Divisione tedesca e del Panzerkampfgruppe Huffmann, sfuggiti dal disastro di Arbuzovka, che vennero subito accerchiati da quattro divisioni di fucilieri sovietiche della 1ª Armata delle guardie del generale Kuznecov (35ª, 38ª, 41ª e 57ª Divisioni fucilieri delle guardie), supportate dal 17º Corpo corazzato. Nonostante i ripetuti attacchi, la guarnigione italo-tedesca, costituita da circa 10 000 soldati e rifornita anche per via aerea, si batte coraggiosamente e solo il 16 gennaio 1943 i sovietici riuscirono a vincere le ultime resistenze ed a conquistare le due cittadine, mentre una parte delle truppe italo-tedesche, con il generale Lerici, riuscì a sfuggire e a raggiungere, completamente esausta, le linee dell'Asse a Belovodsk; dove entrò in contatto con i reparti della 19. Panzer-Division arrivata in tutta fretta il 24 dicembre, proveniente dal Gruppo d'armate Centro, con appena 30 carri armati e pochi cannoni d'assalto.

### Il Blocco sud

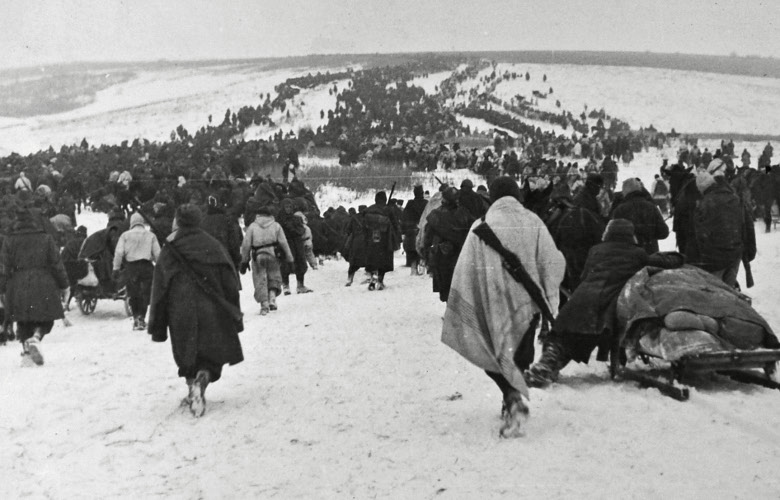
Drammatica immagine della ritirata italiana.

La sorte del "Blocco Sud" fu ugualmente drammatica; dopo aver perso continuamente uomini e mezzi durante la confusa ritirata sulle posizioni arretrate del fiume Čir, venne accerchiato nella zona di Verčne Čirskaja da elementi del 18º Corpo corazzato del generale Bacharov che il 19 dicembre avevano già raggiunto Meškovskaja. I reparti della 3ª Divisione "Celere" e la Legione Croata tentarono di contrattaccare il 20 dicembre per aprirsi un varco, ma l'intervento della 153ª Divisione fucilieri sovietica a sostegno dei carristi costrinse le truppe italiane a ripiegare a Kalmykov dove vennero in gran parte distrutte. Il 3º reggimento bersaglieri del colonnello Longo venne sbaragliato, mentre solo 300 uomini dei due reggimenti della "Sforzesca" (53º e 54º Fanteria) riuscirono, sotto la guida del colonnello Contini, a sottrarsi alla manovra a tenaglia delle truppe sovietiche, raggiungendo il resto della divisione ad Anneskij il 24 dicembre. Il 28 dicembre i resti del raggruppamento (elementi residui della divisione "Sforzesca", il 6º reggimento bersaglieri del colonnello Carloni e un reggimento di formazione della divisione "Pasubio" al comando del colonnello Mazzocchi), raggiunsero Skoskyskaja, il 31 dicembre Tacinskaja, appena abbandonata dal 24º Corpo corazzato sovietico, e il 1º gennaio 1943, ormai completamente disorganizzati, si ricongiunsero con le precarie linee tedesche a Belaja Kalitva (Forschstadt).
Altri elementi italiani (circa 5 200 soldati dei reparti di retrovia) rimasero accerchiati il 26 dicembre nella città di Millerovo insieme con le forze tedesche della 3ª Gebirgs-Division del generale Hans Kreysing (circa 6 000 uomini), dalle unità mobili del 17º Corpo corazzato provenienti da ovest e del 18º Corpo corazzato in arrivo da est. La guarnigione, al comando del generale Kreysing, si difese accanitamente, respinse tutti gli attacchi e, rifornita per via aerea, resistette fino al 14 gennaio 1943 quando venne effettuata una sortita che permise alle truppe di sfuggire e raggiungere le linee principali dell'Asse a Vorošilovgrad e Kamensk.
Alla fine dell'anno tre dei quattro corpi dell'ARMIR erano ormai praticamente distrutti con perdite gravissime: almeno 55 000 morti, dispersi o catturati, e praticamente tutto il materiale e le armi, comprese tutte le moderne artiglierie. La battaglia sul medio Don fu tra le sconfitte più gravi e sanguinose mai subite dal Regio Esercito e nelle fonti si parla anche di una "Canne " sul Don. Il superstite Corpo alpino avrebbe subito una simile e drammatica sorte nel gennaio 1943, concludendo così la disastrosa campagna di Russia.

## L'irruzione dei Corpi corazzati

### Incursione sugli aerodromi della Luftwaffe
Contemporaneamente a queste tragiche battaglie si svolgeva la rapidissima marcia dei quattro corpi corazzati sovietici che erano sbucati fuori dalla testa di ponte sul Don dopo lo sfondamento. Dopo il crollo delle difese italo-tedesche, il 17º Corpo corazzato guidato dall'esperto generale Polubojarov aveva girato verso ovest ed il 19 dicembre aveva fatto irruzione su Kantemirovka, travolgendo l'importante centro logistico italiano. Questa formazione mobile, passata dal 21 dicembre insieme alla 6ª Armata alle dipendenze del Fronte Sud-Ovest del generale Vatutin, si spinse verso sud, raggiunse Vološino il 23 dicembre, e conquistò la cittadina con un riuscito attacco a sorpresa guidato dalla 66ª Brigata corazzata del tenente colonnello Lichačëv. Il 17º Corpo dopo questi successi, si attestò solidamente, proteggendo il fianco destro degli altri corpi corazzati e contenendo i tentativi di contrattacco tedeschi della 19. Panzer-Division, mentre la 31ª Brigata motorizzata partecipava all'accerchiamento di Millerovo da ovest.

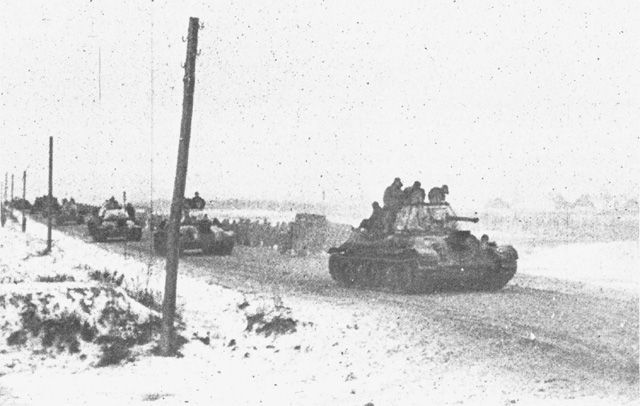
Colonna corazzata sovietica durante l'operazione Piccolo Saturno

Il 18º Corpo corazzato del generale Bacharov (schierato sulla sinistra del cuneo corazzato del Fronte Sud-Ovest) aveva girato verso sud-est e raggiunse Meskovskaja il 19 dicembre, contribuendo, nonostante qualche difficoltà, alla distruzione delle varie sacche di resistenza italiane in sganciamento dal Don, in collaborazione con le divisioni di fucilieri della 1ª e della 3ª Armata delle guardie; quindi questa formazione corazzata riprese l'avanzata verso ovest il 21 dicembre in direzione di Millerovo.
Gli altri due corpi corazzati (24° e 25°) della 1ª Armata delle guardie, coperti sul fianco destro e sostenuti sulla sinistra dal 1º Corpo meccanizzato delle guardie del generale Russijanov, si erano invece gettati in profondità verso sud, praticamente senza ostacoli e alla massima velocità, in direzione degli importantissimi aerodromi tedeschi di Tacinskaja e Morozovsk da cui decollavano gli aerei da trasporto dell'8º Corpo aereo della Luftwaffe che rifornivano la sacca di Stalingrado.

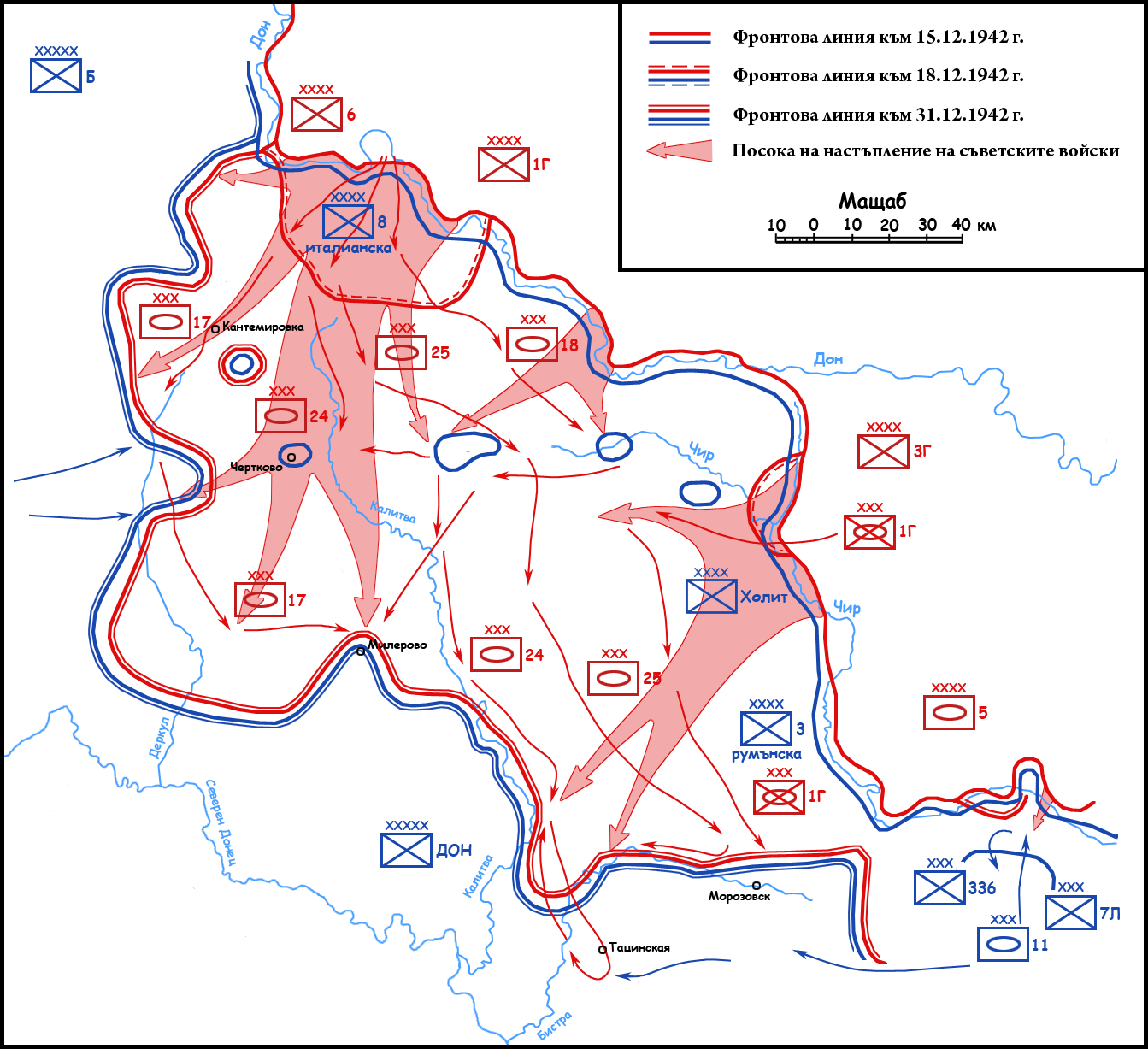
Le direttrici dell'avanzata dell'Armata Rossa durante l'operazione Piccolo Saturno.

Il generale Nikolaj Vatutin era passato dal 19 dicembre al comando di tutte le forze sovietiche, compresa la 6ª Armata del Fronte di Voronež del generale Golikov, mentre il generale Voronov, il rappresentante dello Stavka che aveva coordinato le fasi iniziali dell'offensiva, era stato bruscamente trasferito da Stalin sul fronte di Stalingrado per assumere la direzione della cosiddetta "operazione Anello" per distruggere le forze tedesche accerchiate nella sacca. Di fronte al travolgente successo dell'offensiva, il generale Vatutin, che guidava energicamente l'avanzata nonostante fosse affetto da un attacco febbrile di tularemia, sollecitò fin dal 20 dicembre l'invio di grossi rinforzi per sfruttare la situazione. Il comandante del Fronte Sud-Ovest intendeva riprendere il progetto originario "Saturno" e proseguire, visti i segni di collasso del nemico, verso Rostov. In effetti la facilità dell'avanzata del 24º Corpo corazzato del generale Vasilij Badanov in direzione di Tacinskaja sembrava indicare un imminente crollo delle difese nemiche nel settore meridionale.
Mentre il 25º Corpo corazzato del generale Pavlov occupò il 22 dicembre Pervomajskaja e proseguì verso il fiume Bistraja e l'aeroporto di Morozovsk, il 24º Corpo corazzato era avanzato inizialmente in secondo scaglione con i suoi 10 700 uomini e 208 carri medi e leggeri e il 18 dicembre aveva tagliato la strada alle forze nemiche rimaste a Boguchar. Il generale Badanov decise di proseguire audacemente l'avanzata in profondità verso sud e il 19 dicembre, mentre la 130ª Brigata corazzata entrava a Mankovo-Kalitvenskja, la 4ª Brigata corazzata delle guardie del colonnello Kopylov conquistava d'assalto Kutejnikovo. Il 20 dicembre i carristi sovietici, dopo essersi riforniti di carburante e munizioni, ripresero la marcia e con un attacco combinato da nord e da ovest liberarono l'importante centro di Dëgtevo, 120 km all'interno delle difese nemiche, mentre dopo un'ulteriore avanzata a sorpresa nella notte del 21 dicembre la 4ª Brigata corazzata delle guardie entrò a Il'inka e la 54ª Brigata a Bol'šinka.
Dopo aver attraversato con successo il fiume Bistraja e aver conquistato la notte del 23 dicembre la cittadina di Skokijskaja superando la resistenza di deboli reparti della 27. Panzer-Division, il 24º Corpo corazzato del generale Badanov (sceso a 91 carri) era ora a portata tattica dell'area degli aerodromi di Tacinskaja, difesi da alcuni elementi raccogliticci della 62ª e della 304ª Divisione fanteria del tutto ignari della vicinanza del pericolo. Il generale organizzò un attacco immediato da tre direzioni: la mattina del 24 dicembre, mentre la 4ª Brigata corazzata delle guardie e la 54ª Brigata corazzata attaccavano da nord-ovest e da ovest, la 130ª Brigata corazzata del tenente colonnello Nesterov aggirò la città da sud ed entrò direttamente nell'area degli aerodromi, piena di aerei tedeschi. I carri armati sovietici fecero irruzione sulle piste di volo scatenando il panico, mentre numerosi aerei tedeschi da trasporto tentavano di decollare per evitare la cattura o la distruzione; gli stessi generali Fiebig (comandante dell'8º Corpo aereo) e Morizk (comandante dei trasporti aerei della Luftwaffe) sfuggirono solo all'ultimo momento per via aerea. Oltre 70 aerei tedeschi vennero messi fuori uso e la cittadina e l'aeroporto caddero in mano dei carristi entro le ore 17 del 24 dicembre.. Il generale Badanov e il 24º Corpo corazzato avevano progredito di 240 km in cinque giorni e avevano ottenuto un risultato strategico di grande importanza ma ora si trovavano isolati dalle altre formazioni sovietiche, a corto di carburante e ridotti a soli 58 carri armati operativi.

### Contrattacchi tedeschi

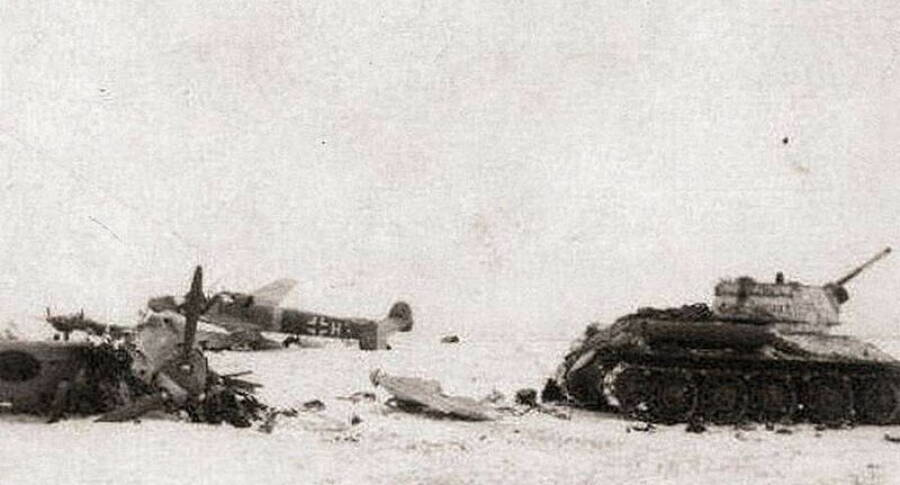
L'aeroporto di Tacinskaja dopo l'attacco dei carri armati sovietici.

Mentre i sovietici ottenevano questo grande successo, le riserve tedesche stavano accorrendo per cercare di bloccare la pericolosa irruzione a grande profondità del corpo corazzato sovietico isolato. Fin dal 23 dicembre, di fronte al crollo del fronte del Medio Don, il feldmaresciallo von Manstein aveva avuto l'autorizzazione da Hitler di dirottare a ovest una parte delle sue forze impiegate sul basso Čir e sulla Myskova per tentare di soccorrere la sacca di Stalingrado, per fermare l'avanzata sovietica verso sud che minacciava, oltre agli aeroporti, anche tutte le retrovie del Gruppo d'armate del Don. Grazie alla resistenza nel settore del Čir e di Tormošin, dove il 48º Panzerkorps era riuscito a respingere gli attacchi della 5ª Armata corazzata e della 5ª Armata d'assalto, il feldmaresciallo poté trasferire una parte delle sue forze mobili lasciando nel settore solo una divisione della Luftwaffe e il combattivo kampfgruppe Oppeln, costituito con i resti della 22. Panzer-Division.
Dal 25 dicembre, quindi, il 24º Corpo corazzato sovietico, sempre in possesso di Tacinskaja ma indebolito, nonostante l'arrivo della 24ª Brigata motorizzata, e pericolosamente isolato, venne contrattaccato da elementi della 306ª Divisione fanteria e soprattutto dalla ben equipaggiata 11. Panzer-Division del generale Hermann Balck, ritirata da Nizne Čirskaja. A corto di rifornimenti e in grave difficoltà, si batté coraggiosamente fino al 29 dicembre dentro la cittadina; il generale Vatutin ebbe colloqui drammatici con Stalin ed il generale Žukov, fortemente preoccupati per la sorte del generale Badanov e dei suoi uomini.

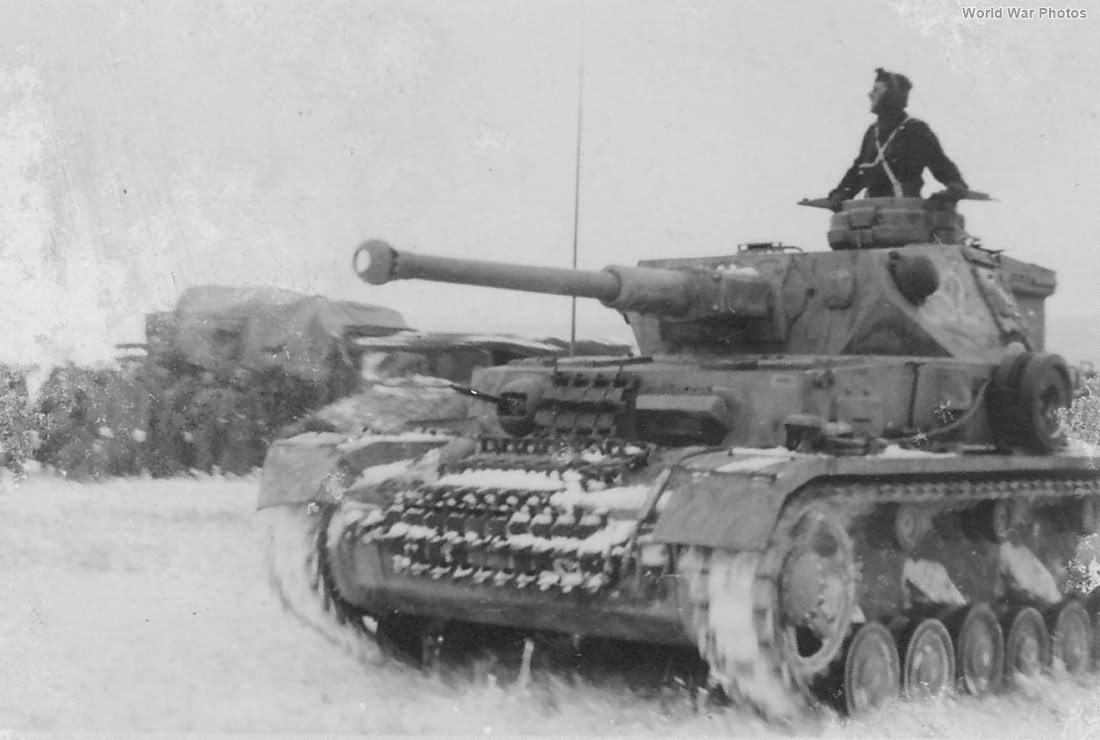
Un Panzer IV tedesco in azione nell'inverno 1942-43.

Il 29 dicembre, dopo il fallimento dei tentativi del 25º Corpo corazzato e del 1º Corpo meccanizzato delle guardie di accorrere in aiuto, il generale Badanov, autorizzato dal generale Vatutin, radunò i resti del corpo corazzato (ribattezzato da Stalin 2º Corpo corazzato delle guardie "Tacinskij" per il valore dimostrato nella battaglia). I carristi sovietici riuscirono a rifornire i loro mezzi utilizzando un rudimentale carburante ottenuta dalla miscela avio trovata negli aerodromi e la formazione corazzata, ridotta a un migliaio di uomini, abbandonò Tacinskaja, riuscendo fortunosamente a sfuggire in direzione nord ed a rientrare nelle linee sovietiche dopo aver perso oltre l'80% degli effettivi e dei mezzi corazzati. Il 30 dicembre anche il 25º Corpo Corazzato del generale Pavlov (ridotto a soli 25 carri armati) venne colto di sorpresa a sud del fiume Bistraja e respinto da un abile contrattacco della 6. Panzer-Division del generale Erhard Raus che aveva abbandonato la linea della Myskova il 23 dicembre, interrompendo l'avanzata verso Stalingrado.
Alla fine dell'anno, questi contrattacchi della 11. Panzer-Division e della 6. Panzer-Division del feldmaresciallo von Manstein, la resistenza del "Distaccamento Fretter-Pico" e degli sbarramenti improvvisati di Millerovo e Čertkovo sostenuti dalla 19. Panzer-Division, e l'afflusso di nuove riserve tedesche (304ª Divisione fanteria e la 7. Panzer-Division, proveniente dalla Francia ed equipaggiata con 146 mezzi blindati) riuscirono così a contenere l'ulteriore progressione dell'offensiva sovietica e diedero momentaneo respiro al precario fronte dell'Asse a nord del Don. Il travolgente successo iniziale dell'Operazione Piccolo Saturno però segnava definitivamente il destino della 6ª Armata a Stalingrado. A causa dell'evacuazione degli aeroporti, delle perdite di aerei da trasporto e dell'abbandono del tentativo di salvataggio da parte del raggruppamento del generale Hoth sul fronte di Kotel'nikovo, svanivano tutte le speranze di salvare le truppe accerchiate nel Kessel.
Indebolite dalla partenza della 6. Panzer-Division, le forze del generale Hoth a sud del Don (ridotte a due deboli divisioni corazzate, la 23. Panzer-Division e la 17. Panzer-Division, con solo 70 panzer) erano state contrattaccate a partire dal 24 dicembre dalle armate del Fronte di Stalingrado, potenziate con l'arrivo della potente 2ª Armata delle guardie del generale Malinovskij. Costretti a battere in ritirata, i tedeschi persero il 29 dicembre Kotel'nikovo e il 31 dicembre Tormošin. Inoltre un grave pericolo minacciava ormai anche le forze della Wehrmacht nel Caucaso; Hitler avrebbe autorizzato il 30 dicembre, dopo molte discussioni, la ritirata generale del Gruppo d'armate A.

## Risultati e conseguenze

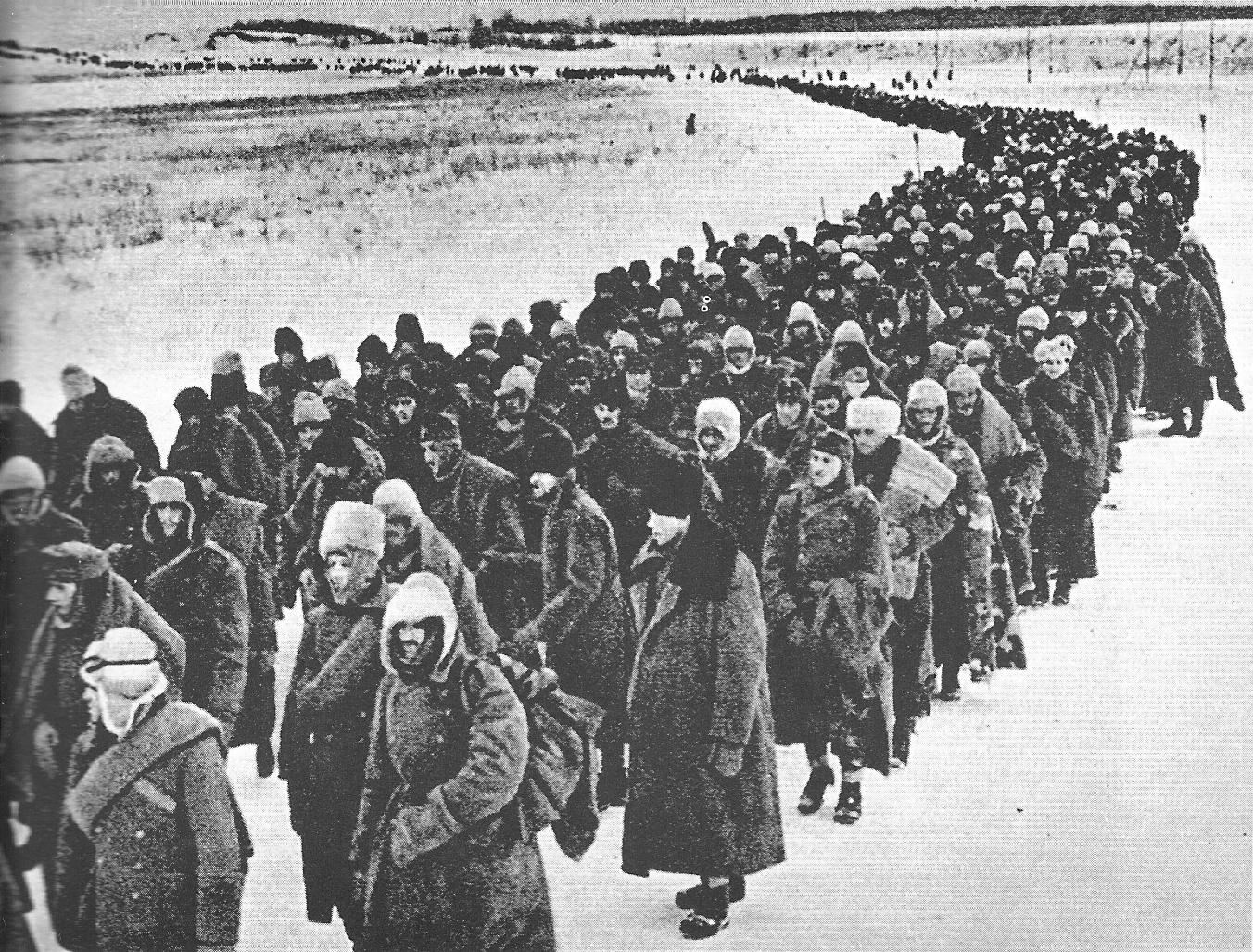
Colonna di prigionieri italiani, rumeni e tedeschi catturati durante l'offensiva sovietica dell'inverno 1942-43.

L'operazione Piccolo Saturno ebbe grande importanza per l'esito complessivo della battaglia di Stalingrado, costringendo i tedeschi a rinunciare a qualsiasi tentativo di salvataggio delle truppe del generale Paulus ed a ripiegare ulteriormente verso ovest, abbandonando anche il Caucaso; segnò quindi il fallimento completo dei piani strategici di Hitler e dei generali tedeschi. L'offensiva dell'Armata Rossa sul medio Don ebbe inoltre tragiche conseguenze per i reparti italiani dell'ARMIR che subirono l'urto principale delle preponderanti forze sovietiche e divennero anche, nella propaganda hitleriana, i capri espiatori della sconfitta. L'Asse ebbe oltre dieci divisioni distrutte: sei italiane - "Ravenna", "Cosseria", "Pasubio", "Torino", "3ª Celere" e "Sforzesca"; quattro rumene - 7ª, 11ª, 14ª fanteria, 7º cavalleria; ed almeno 3-4 tedesche - 62ª, 298ª, 385ª di fanteria e parte della 27. Panzer-Division. Le perdite totali dell'Asse furono di circa 120 000 uomini (tra cui almeno 60 000 prigionieri), quasi 350 mezzi corazzati e oltre 2 000 cannoni.
La sconfitta dell'8ª Armata, successiva al crollo dei rumeni e all'accerchiamento della 6ª Armata tedesca a Stalingrado, ebbe pesanti conseguenze anche a livello politico, inducendo Mussolini (come aveva fatto anche Ciano nell'incontro a Rastenburg del 18 dicembre) a sollecitare Hitler, peraltro senza alcun successo, a ricercare un accordo con Stalin per chiudere il fronte orientale e trasferire il centro di gravità delle forze tedesche nel Mar Mediterraneo. Inoltre le circostanze della disfatta, la mancanza di "fraternità d'armi" tra le truppe alleate (anche se non mancarono episodi di ottima ed efficace collaborazione), gli atteggiamenti sprezzanti e non camerateschi di una parte delle truppe tedesche, i contrasti anche violenti tra i soldati durante la ritirata, oltre alla scarsa considerazione ed alle pesanti critiche all'apparato militare italiano da parte degli alti comandi tedeschi, minarono i rapporti italo-tedeschi, indebolendo ancor di più la già precaria coesione dell'Asse. In Italia, nonostante i tentativi delle autorità e della propaganda di minimizzare la portata del disastro, si diffuse inquietudine per la sorte dei soldati e per l'esito sempre più incerto della guerra, contribuendo a sminuire la credibilità e l'autorità del regime fascista.
Con l'operazione Piccolo Saturno l'Armata Rossa diede una nuova dimostrazione della sua potenza offensiva e della capacità di avanzata dei suoi corpi meccanizzati, anche se a costo di gravi perdite: 95 000 morti e feriti e 900 carri armati distrutti. L'esperienza del 24º Corpo corazzato inoltre, impartì utili lezioni per il futuro, evidenziando il rischio di avanzate isolate di singoli corpi corazzati e quindi la necessità di rafforzare il sostegno logistico e di migliorare la coesione e i collegamenti tra i reparti mobili. Inoltre l'alto comando sovietico e i generali della Direzione truppe corazzate dell'Armata Rossa valutarono l'opportunità di costituire unità più grandi interamente motorizzate aggregando vari corpi corazzati o meccanizzati nelle cosiddette "armate corazzate" o nei "gruppi mobili".
Alla fine del dicembre 1942, dopo questa grande vittoria ed il fallimento del contrattacco tedesco a Kotel'nikovo, Stalin poté quindi programmare nuove offensive per sfruttare il catastrofico indebolimento dello schieramento dell'Asse nel settore meridionale, intrappolare il raggruppamento in ritirata dal Caucaso e schiacciare definitivamente il kessel di Stalingrado ormai definitivamente condannato.